# Тюркська Партія Децентралізації
«Тюркська Партія Децентралізації», також відома як Партія Федералістів — політична організація, сформована навесні 1917 року у Гянджі Насіб-беком Усуббековим та іншими політичними лідерами, що мали зв’язки в минулому з організацією «Діфаї». Партія виступала за реструктуризацію Російської Імперії у федерацію автономних областей, що на думку партії забезпечило б розвиток національних компонентів Росії. Хоча на чолі партії в основному стояли крупні землевласники, партія мала широку популярність у Гянджинській провінції, оскільки вона підтримувала національну азербайджанську ідентичність. 20 червня 1917 року Партія Федералістів об’єдналась із партією «Мусават».